# جيم سورنسن
جيم سورنسن (بالإنجليزية: Jim Sorensen)‏ هو منافس ألعاب قوى أمريكي، ولد في 10 مايو 1967.

## روابط خارجية
- جيم سورنسن على موقع الاتحاد الدولي لألعاب القوى (الإنجليزية)